# Прилипко Олександр Вікторович
Олександр Вікторович Прилипко (нар. 1908, місто Олександрівськ, тепер Запоріжжя — 1986, місто Херсон) — радянський діяч, секретар Херсонського обласного комітету КПУ, 1-й секретар Херсонського міського комітету КПУ, 1-й секретар Генічеського районного комітету КПУ Херсонської області. Герой Соціалістичної Праці (26.02.1958).

## Біографія
Трудову діяльність розпочав у 1923 році кур'єром Бериславського районного виконавчого комітету. Потім працював листоношею, викладачем фізичної культури, робітником.
Член ВКП(б) з 1931 року.
У 1933—1941 роках — інструктор, відповідальний працівник Бериславського районного комітету КП(б)У.
З 1941 року служив в органах військової контррозвідки Військово-повітряних сил Червоної армії, учасник німецько-радянської війни. На травень 1945 року — оперуповноважений відділу контррозвідки НКО СРСР «СМЕРШ» 9-ї гвардійської винищувальної авіаційної дивізії 2-ї повітряної армії 1-го Українського фронту.
У 1951 році закінчив Вищу партійну школу при ЦК КП(б)У.
У 1951 — грудні 1957 року — 1-й секретар Генічеського районного комітету КПУ Херсонської області.
У грудні 1957 — 2 лютого 1963 року — 1-й секретар Херсонського міського комітету КПУ Херсонської області.
17 січня 1963 — грудень 1964 року — секретар Херсонського промислового обласного комітету КПУ — голова промислового обласного комітету партійно-державного контролю. Одночасно, 18 січня 1963 — грудень 1964 року — заступник голови виконавчого комітету Херсонської промислової обласної Ради депутатів трудящих. 
У 1964—1971 роках — голова Херсонської обласної ради профспілок.
З 1971 року — персональний пенсіонер у Херсоні.

## Звання
- гвардії капітан

## Нагороди та відзнаки
- Герой Соціалістичної Праці (26.02.1958)
- орден Леніна (26.02.1958)
- орден Трудового Червоного Прапора (25.10.1971)
- два ордени Червоної Зірки (22.10.1944, 18.05.1945)
- медаль «За відвагу» (18.07.1943)
- медаль «За оборону Кавказу»
- медалі